# Pico de la Tiñosa
El Pico de la Tiñosa o simplemente La Tiñosa es una montaña del cordal principal de la Sierra de la Horconera, macizo integrante de la Cordillera Subbética. Está situado en el término municipal de Priego de Córdoba, localidad de la provincia de Córdoba, Andalucía, España. Con una altitud de 1568 metros sobre el nivel del mar, la Tiñosa es el techo de la provincia de Córdoba. En su cima se encuentra el vértice geodésico número 98983, cuya construcción data de 1985.
El pico está incluido en un conjunto de sierras que, debido a sus especiales características, han sido declaradas Geoparque Mundial de la UNESCO y Parque Natural de las Sierras Subbéticas. 

## Ascenso
Existe un sendero de uso público ofertado por la Consejería de Sostenibilidad, Medio Ambiente y Economía Azul de la Junta de Andalucía, que parte desde la aldea de Las Lagunillas (a 810m de altitud) con una longitud de 5,5 Km hasta la cima y grado de dificultad alto.
Este sendero discurre por Zona A de Reserva del Parque Natural Sierras Subbéticas y requiere autorización de la Consejería de Medio Ambiente ya que existe un cupo para su ascensión.

### Sendero de Uso Público "La Tiñosa"
El actual Sendero de Uso Público "La Tiñosa" fue inaugurado el 1 de junio de 2022. El nuevo trazado rodea la Sierra de la Horconera por su flanco suroriental y cuenta con más de 750m de desnivel hasta la cima. El recorrido se presenta en tres grandes etapas que han sido señalizadas en más de 40 puntos:
1.Acceso al Pico de la Tiñosa
El sendero comienza sin dificultad en la Aldea de Las Lagunillas, tomando el camino de Cañatienda hasta su conexión con la vía pecuaria "Vereda de Sierra Horconera". Comienza un ligero ascenso en dirección al camino de Las Chozas, donde abandona el olivar y el monte mediterráneo, y se va adentrado por canchales y escarpes, formados por la caliza y dolomías de la sierra, algunos de ellos de gran interés geológico.
2. Ascenso y Cueva del Morrión
Al llegar al paraje "Puerto Mahina", el camino gira dirección este, iniciando la segunda parte del sendero, que presenta mayor dificultad por el desnivel y el terreno más accidentado. En esta parte del recorrido podemos encontrar varios tramos en los que han sido instaladas cadenas para ayudar a realizar el ascenso de manera segura.
Merece la pena destacar el alto interés geológico y botánico de este tramo, ya que pueden apreciarse en él diferentes tipos de matorral espinoso de piornos blanco y azul o Cojín de monja, así como fauna autóctona de la Subbética entre la que destaca el buitre leonado. En este tramo del camino se encuentra también la "Cueva del Morrión", de gran interés geológico y abrigo de pastores, donde pueden obtenerse unas magníficas vistas generales del Geoparque y Parque Natural de las Sierras Subbéticas, así como del embalse de Iznájar. 
3. Cumbre de la Tiñosa
Finalmente alcanzaremos la cima donde se encuentra ubicado el punto geodésico y donde se podrá disfrutar del vuelo de diferentes rapaces como el águila real o admirar el ascenso del buitre leonado. También podremos admirar diferentes lugares recónditos de Andalucía como es la Sierra de Loja o Sierra Nevada.